# Religionsunterricht in Deutschland
Der Religionsunterricht in Deutschland im Sinne des Grundgesetzes ist schulischer Religionsunterricht in öffentlichen Schulen. Daneben steht es Religionsgemeinschaften frei, religiöse Unterweisung außerhalb der Schule anzubieten.

## Rechtsgrundlagen
Der Religionsunterricht ist als einziges Unterrichtsfach im Grundgesetz als ordentliches Lehrfach für öffentliche Schulen abgesichert (Art. 7 Abs. 3 Grundgesetz).
Ausnahme sind bekenntnisfreie Schulen, für die kein Religionsunterricht vorgesehen ist. Das Grundgesetz setzt hier verschiedene Schultypen voraus, die bereits in der Weimarer Reichsverfassung (WRV) vorgesehen waren. Demnach waren Schulen im Normalfall Gemeinschaftsschulen, in denen evangelische und katholische Schüler gemeinsam und nur im Religionsunterricht getrennt unterrichtet wurden (Art. 146 Abs. 1 WRV). Schüler anderer Religionen waren damals nicht vorgesehen. Bekenntnisschulen sind für die Mitglieder einer bestimmten Konfession (Art. 147 Abs. 2 WRV) vorgesehen. Bekenntnisfreie Schulen zeichnen sich hingegen dadurch aus, dass sie keinerlei Religionsunterricht erteilen (Art. 149 Abs. 1 WRV). Welche dieser Schulformen eingeführt wird, ist nach dem Bundesverfassungsgericht der „demokratischen Mehrheitsentscheidung des Landesgesetzgebers anheimgegeben“ (BVerfGE 41, 88 (107)).

### Der Religionsunterricht als „gemeinsame Angelegenheit“
Aus dem Grundgesetz ergibt sich, dass der Religionsunterricht unter staatlicher Aufsicht steht. Er ist somit wie jeder andere Unterricht auch demokratischen Grundsätzen verpflichtet. Die im Religionsunterricht von den Schülern erbrachten Leistungen werden benotet. Diese Noten sind versetzungsrelevant. Melden sich Schüler im Laufe des Schuljahres ab, kann trotzdem unter Angabe der Teilnahmedauer eine Note erteilt werden. Wie jeder ordentliche Unterricht ist der Religionsunterricht grundsätzlich vom Schulträger mit eigenen Lehrkräften zu unterrichten und zu finanzieren.
Der Staat ist zur weltanschaulichen Neutralität verpflichtet, er garantiert die Freiheit jeder Religionsausübung. Daher kann er nicht entscheiden, welchen Inhalt der Religionsunterricht haben soll und welche Glaubenslehren „richtig“ sind. Der Staat ist daher auf die Zusammenarbeit mit den Religionsgemeinschaften angewiesen. Der Religionsunterricht ist somit eine „gemeinsame Angelegenheit“ (res mixta) von Staat und Religionsgemeinschaften.
Deshalb sind die Religionsgemeinschaften unbeschadet des staatlichen Aufsichtsrechtes für die Inhalte ihres Religionsunterricht verantwortlich. Sie leiten die Inhalte für den Religionsunterricht von ihren Glaubensaussagen ab. Diese sind weder neutral noch objektiv. Sie dürfen aber die Freiheitsentfaltung anderer nicht rechtswidrig beschränken.
Der Religionsunterricht wird grundsätzlich von staatlichen Lehrern unterrichtet, die:
1. beide Staatsexamina haben,
2. auf die Verfassung vereidigt sind und
3. über die Zulassung der jeweiligen Religionsgemeinschaft verfügen.[1]

Daneben kann der Staat in seinen Schulen – in Abstimmung mit den Religionsgemeinschaften – auch Personen mit der Erteilung des Religionsunterricht beauftragen, die keine Lehrerausbildung haben.
Die Religionsgemeinschaften haben das Recht, durch Einsichtnahme in den Unterricht zu prüfen, ob dieser mit ihren Grundsätzen übereinstimmt. Sie können bei schwerwiegenden Verstößen gegen ihre Glaubenslehren der Lehrkraft die Vokation bzw. Missio entziehen. Die Lehrkraft ist dann nicht mehr zur Erteilung von Religionsunterricht berechtigt.
Auch hat der Staat das Recht zu überprüfen, ob der Religionsunterricht staatlichen Anforderungen an Schule genügt.
Siehe auch: Religionslehrer

### Erteilung von Religionsunterricht
Art. 7 Abs. 3 Satz 1 GG sichert den Bestand von Religionsunterricht als ordentliches Lehrfach für die öffentlichen Schulen unter Vorbehalt der sich durch Art. 141, die Bremer Klausel, ergebenden Einschränkungen für manche Bundesländer. Auch ist nach Art. 7 Abs. 3 Satz 1 GG an „bekenntnisfreien Schulen“ der Religionsunterricht kein ordentliches Lehrfach. Religionsgemeinschaften, die als Körperschaften des öffentlich Rechts anerkannt sind, haben daraus auch unter bestimmten weiteren Voraussetzungen einen Rechtsanspruch auf die Erteilung von Religionsunterricht. Ob auch ein Rechtsanspruch einzelner Schüler darauf besteht, dass Religionsunterricht ihrer Konfession angeboten wird, ist umstritten.
Der Religionsunterricht wird in den Bekenntnisschulen inhaltlich nach Maßgabe der jeweiligen Religionsgemeinschaft konzipiert. Dass der Religionsunterricht in den meisten Bundesländern ordentliches Lehrfach ist, beruht auf Art. 7 (3) GG. Die Verwaltungsgerichte stellen bestimmte Anforderungen an die Religionsgemeinschaften, die Religionsunterricht erteilen wollen. Auch bei öffentlich-rechtlichen Religionsgesellschaften liegen diese nicht immer vor, obwohl sie schon bei der Verleihung geprüft werden.
Zum Schutz der Religionsfreiheit der Lehrkräfte kann niemand „gegen seinen Willen verpflichtet werden, Religionsunterricht zu erteilen“ (Art. 7 Abs. 3, S. 3 GG).

### Teilnahme am Religionsunterricht
Schüler haben – ableitbar aus dem Grundgesetz – ein Recht auf Teilnahme am Religionsunterricht ihrer Konfession, wenn er angeboten wird und die Teilnahme nicht dem Willen der Religionsgemeinschaft widerspricht. In den Bundesländern, in denen Religionsunterricht ein ordentliches Lehrfach ist, besteht für bekenntnisangehörige schulpflichtige Schüler gemäß Art. 7 Abs. 3 GG grundsätzlich auch eine Teilnahmepflicht am Religionsunterricht, ohne dass eine Anmeldung erforderlich wäre. Nach Art. 140 GG in Verbindung mit Art. 136 Absatz 4 WRV darf aber niemand zur Teilnahme an religiösen Übungen gezwungen werden. Als Konsequenz der Religions- und Gewissensfreiheit können deshalb die Erziehungsberechtigten (in der Regel die Eltern) über die Teilnahme des Kindes bestimmen, Art. 7 Absatz 2 GG, und das Kind vom Religionsunterricht abmelden. Ab dem zehnten Lebensjahr ist das Kind zu hören, wenn es in einem anderen Bekenntnis als bisher erzogen werden soll. Vom zwölften Lebensjahr an bedarf diese Entscheidung der Zustimmung des Kindes. Ab der vollen Religionsmündigkeit mit 14 Jahren, wenn der Schüler also sein Grundrecht auf Unverletzlichkeit der „[…] Freiheit des Glaubens, des Gewissens und d[er] Freiheit des religiösen und weltanschaulichen Bekenntnisses […]“ gemäß Art. 4 Absatz 1 GG selbst ausüben kann, entscheidet er auch selbst über die Religionszugehörigkeit (§ 5 Satz 1 KErzG). Bekenntnisangehörige Schüler können sich in Bayern und im Saarland erst nach dem 18. Lebensjahr selbst vom Religionsunterricht abmelden (gemäß Art. 7 Absatz 2 GG haben „[d]ie Erziehungsberechtigten […] das Recht, über die Teilnahme des Kindes am Religionsunterricht zu bestimmen“). Die Verpflichtung zur Teilnahme am Religionsunterricht entfällt beim Kirchenaustritt oder beim Übertritt zu einer Konfession oder Religion, für die kein Religionsunterricht angeboten wird.
Die Teilnahme am Religionsunterricht kann nur aus Gewissensgründen abgelehnt werden, eine Überprüfung dieser Gewissensgründe durch die Schule ist nicht zulässig. Schüler, die am Religionsunterricht teilnehmen und mit mangelhaft oder ungenügend bewertet werden, müssen es hinnehmen, aus diesen Gründen nicht versetzt zu werden. Eine rechtzeitige Abmeldung vor dem Zeugnis führt in einigen Bundesländern (z. B. NRW) dazu, dass die Note nicht versetzungsrelevant ist. Die genaueren Voraussetzungen der Abmeldung vom Religionsunterricht sind im jeweiligen Landes(schul)recht geregelt.
Konfessionelle Schulen dürfen alle Schüler zur Teilnahme am Religionsunterricht verpflichten. Lehnt ein Schüler das ab, hat die Schule das Recht, ihn nicht zu beschulen.
Schüler können grundsätzlich auch am Religionsunterricht einer Konfession teilnehmen, der sie nicht angehören, allerdings nicht gegen den Willen der hierfür verantwortlichen Religionsgemeinschaft. Von Angehörigen der großen christlichen Konfessionen gibt es Bemühungen um einen gemeinsamen beziehungsweise ökumenisch-christlichen Religionsunterricht, der diese Unterscheidung aufhebt.
Schüler, die vom Religionsunterricht abgemeldet und noch nicht volljährig sind, unterliegen der schulischen Aufsichtspflicht. Schulen sind daher bemüht, einen Ersatzunterricht anzubieten.

### Abmeldung vom Religionsunterricht
Alle Eltern, egal welcher Religion oder Weltanschauung sie angehören, haben die Möglichkeit, ohne Angabe von Gründen ihre Kinder von der Teilnahme am Religionsunterricht freizustellen. Die verfassungsrechtliche Grundlage ist Art. 7 Abs. 2 Grundgesetz: „Die Erziehungsberechtigten haben das Recht, über die Teilnahme des Kindes am Religionsunterricht zu bestimmen.“
Im nordrhein-westfälischen Schulgesetz heißt es in § 31 Abs. 6:
„Eine Schülerin oder ein Schüler ist von der Teilnahme am Religionsunterricht auf Grund der Erklärung der Eltern oder – bei Religionsmündigkeit der Schülerin oder des Schülers – auf Grund eigener Erklärung befreit. Die Erklärung ist der Schulleiterin oder dem Schulleiter schriftlich zu übermitteln. Die Eltern sind über die Befreiung zu informieren.
3. Die Befreiung vom Religionsunterricht aufgrund des Grundrechtes auf Religionsfreiheit kann nicht an bestimmte Termine gebunden werden. Bei Widerruf der Erklärung besteht die Pflicht zum Besuch des Religionsunterrichtes.
Die Aufsichtspflicht der Schule erstreckt sich auch auf vom Religionsunterricht abgemeldete Schülerinnen und Schüler und auf Freistunden (vgl. Nr. 1 VV zu § 57 Abs. 1 SchulG – BASS 12 – 08 Nr. 1) …“
Das Niedersächsische Schulgesetz (NSchG) bestimmt in § 124 Absatz 2:
„Über die Teilnahme am Religionsunterricht bestimmen die Erziehungsberechtigten. Nach der Vollendung des 14. Lebensjahres steht dieses Recht den Schülerinnen und Schülern zu. Die Nichtteilnahme am Religionsunterricht ist der Schulleitung schriftlich zu erklären.“

## Einbindung in das Grundgesetz

### Rechtlich relevante Artikel des GG
- Grundgesetz Artikel 3 (3) [Gleichheit vor dem Gesetz; hier: Verbot der Benachteiligung auf Grund des Glaubens]

„Niemand darf wegen seines Geschlechtes, seiner Abstammung, seiner Rasse, seiner Sprache, seiner Heimat und Herkunft, seines Glaubens, seiner religiösen oder politischen Anschauungen benachteiligt oder bevorzugt werden.“
- Grundgesetz Artikel 4 (1) [Glaubens-, Gewissens- und Bekenntnisfreiheit]

„Die Freiheit des Glaubens, des Gewissens und die Freiheit des religiösen und weltanschaulichen Bekenntnisses sind unverletzlich.“
- Grundgesetz Artikel 7 Abs. 1 bis 3 [Schulwesen]

„(1) Das gesamte Schulwesen steht unter der Aufsicht des Staates.“
„(2) Die Erziehungsberechtigten haben das Recht, über die Teilnahme des Kindes am Religionsunterricht zu bestimmen.“
„(3) Der Religionsunterricht ist in den öffentlichen Schulen mit Ausnahme der bekenntnisfreien Schulen ordentliches Lehrfach. Unbeschadet des staatlichen Aufsichtsrechtes wird der Religionsunterricht in Übereinstimmung mit den Grundsätzen der Religionsgemeinschaften erteilt. Kein Lehrer darf gegen seinen Willen verpflichtet werden, Religionsunterricht zu erteilen.“
- Grundgesetz Artikel 140 in Verbindung mit Art. 136 Weimarer Verfassung [Individuelle Religionsfreiheit]

„Niemand darf zu einer kirchlichen Handlung oder Feierlichkeit oder zur Teilnahme an religiösen Übungen oder zur Benutzung einer religiösen Eidesform gezwungen werden.“
- Grundgesetz Artikel 140 in Verbindung mit Art. 137 Weimarer Verfassung [Religionsgesellschaften]

„Es besteht keine Staatskirche.“
- Grundgesetz Artikel 141 [Religionsunterricht, Bremer Klausel]

„Artikel 7 Abs. 3 Satz 1 findet keine Anwendung in einem Lande, in dem am 1. Januar 1949 eine andere landesrechtliche Regelung bestand.“

### Trennung von Staat und Kirche
Im Grundgesetz ist die Trennung von Staat und Kirche festgelegt; sie wird in das GG aus Art. 137 Abs. 1 der Weimarer Reichsverfassung übernommen: „Es besteht keine Staatskirche.“ Die Bestimmung hatte in der Umbruchsituation bei der Verfassungsgebung 1919 v. a. die Aufgabe, in den Evangelischen Kirchen das seit der Reformationszeit etablierte so genannte landesherrliche Kirchenregiment der Kirchen mit dem Landesherrn als höchstem Bischof (summus episcopus, daher auch die Bezeichnung dieses Systems als „Summepiskopat“) zu beenden. So erklärt sich auch die Formulierung, der ein Gebot der Trennung von Staat und Kirche nicht unmittelbar zu entnehmen ist. Die Interpretation geht aber von der historischen Bedeutung aus und erklärt eine institutionelle Verflechtung von Staat und Kirche, eine Identifikation des einen mit der anderen, für unzulässig. Fraglich ist aber, wie einschneidend diese Trennung sein muss. Es handelt sich dabei um die umstrittene Frage nach der Reichweite des Trennungsgebots.
Nach einer Ansicht handelt es sich um eine „Trennung in der Wurzel“: Staat und Kirchen dürfen sich grundsätzlich gar nicht innerhalb einer Institution treffen, sofern eine Kooperation nicht ausdrücklich vom GG zugelassen ist (wie etwa beim Religionsunterricht durch Art. 7 Abs. 3 GG). Danach erscheint der Religionsunterricht als Ausnahme eines für die Staatsorganisation grundlegenden Prinzips.
Nach der anderen Auffassung ist eine solche strikte, laizistische Trennung dem GG nicht zu entnehmen. Der Staat muss nicht jegliche religiöse Betätigung in seinen Institutionen unterbinden. Vielmehr ermöglicht er seinen Bürgern durch die Zulassung religiöser Betätigung, von ihrer religiösen Freiheit auch im staatlichen Raum Gebrauch zu machen. Auf den Religionsunterricht angewendet heißt das: Wenn der Staat Schüler der Pflicht unterwirft, seine Schulen zu besuchen und sich von ihm bilden und ausbilden zu lassen, dann ermöglicht er ihnen durch das Angebot eines Religionsunterrichts auch, die nach ihrer persönlichen religiös-weltanschaulichen Orientierung möglicherweise wichtige religiöse Komponente in ihre Bildung mit einzubeziehen. Diese Sichtweise geht von dem Recht des Kindes auf Religion aus, das auch in das Recht auf Religionsunterricht münden kann.

### Gleichbehandlungsgrundsatz
Der Gleichbehandlungsgrundsatz gebietet, allen in Deutschland praktizierten Religionen die Möglichkeit zur Gestaltung eines Religionsunterrichtes zu gewähren. Mit dem Gleichheitsgrundsatz vereinbar ist die Voraussetzung, dass eine Mindestteilnehmerzahl erreicht wird und der Religionsunterricht nicht den Bildungszielen der Schule widerspricht.
Es ist also nicht notwendig, dass jegliche an der Schule vertretene Religion einen eigenen Unterricht bekommt, sondern vielmehr muss eine von Bundesland zu Bundesland verschiedene Mindestteilnehmerzahl erreicht werden. Die zu geringe Teilnehmerzahl wird mitunter kompensiert durch das Zusammenlegen mehrerer Jahrgänge oder sogar mehrerer Schulen. Dieses Problem der zu geringen Teilnehmerzahl wurde vor allem durch die religiöse Pluralisierung verstärkt, indem verschiedene Glaubensgemeinschaften wie orthodoxe Kirchen oder religiöse Splittergruppen allein schon wegen der geringen Anzahl ihrer Anhänger keinen Unterricht innerhalb der Schule organisieren konnten. Andere Religionsgruppen wie die Zeugen Jehovas lehnen diese Form der Zusammenarbeit mit dem Staat zudem prinzipiell ab. Kinder, für die in der Schule aus diesen Gründen kein Religionsunterricht eingerichtet werden kann, haben stattdessen den Ethikunterricht zu besuchen. (Ausnahmen bestehen in den Bundesländern, in denen der Religionsunterricht kein Pflichtfach ist, so z. B. in Berlin, Bremen und Brandenburg.) Soweit der Religionsunterricht auch für Schüler anderer Religionen/Konfessionen geöffnet wurde, kann auch dieser anstelle des Ethik-Unterrichts besucht werden.
Mit der steigenden Zahl der Muslime wird vielerorts an Konzepten für einen islamischen Religionsunterricht gearbeitet. Dabei werden jedoch nicht wenige Grundsatzfragen aufgeworfen. Zum einen fehlt häufig ein Ansprechpartner für den Staat, der die zu lehrenden Inhalte entsprechend Art. 7 Abs. 3 GG authentisch festlegen kann. Der Islam kennt keine mitgliedschaftliche Organisation wie die Kirchen, sodass die übergeordneten Verbände nur eine geringe Anzahl von Muslimen vertreten können. Zum zweiten werden manche islamische Verbände wegen einer bestenfalls unklaren Haltung zur freiheitlich-demokratischen Grundordnung vom Verfassungsschutz beobachtet und es wird als unangebracht angesehen, diese Verbände gleichzeitig an der Bildung und Erziehung in den staatlichen Schulen zu beteiligen. (Siehe auch weiter unten → Islam.)

## Besondere Bestimmungen in verschiedenen Bundesländern

### Ausgestaltung durch das Landesrecht
Den Religionsunterricht einzurichten, ist Sache der Länder. Die bundesverfassungsrechtlichen Vorgaben lassen den Ländern Spielraum für Ausgestaltung. Das ist vor allem in den Landesschulgesetzen geschehen, teils auch in den Landesverfassungen. Üblich sind auch Staatskirchenverträge, in denen die Zusammenarbeit mit den Religionsgemeinschaften geregelt ist.

### Baden-Württemberg
Bei einer religiösen Minderheit von weniger als acht Schülern wird der Unterrichtsraum zur Verfügung gestellt, wenn Religionsunterricht erteilt wird.
Die Abmeldung vom Religionsunterricht ist gegenüber dem Schulleiter schriftlich, von einem minderjährigen religionsmündigen Schüler persönlich abzugeben. Bei der Abgabe der persönlichen Erklärung des religionsmündigen Schülers sind die Erziehungsberechtigten einzuladen. Die Abmeldung vom Religionsunterricht ist nur zu Beginn eines Schulhalbjahres möglich. (Aus dem Schulgesetz für Baden-Württemberg ab § 96)
Ende 2007 begann an drei Pädagogischen Hochschulen Baden-Württembergs zunächst eine Zusatzausbildung für islamischen Religionsunterricht mit dem Ziel, dass die Kinder „einen vernünftigen, sauberen, wissenschaftlich ausgewiesenen, religionspädagogischen Unterricht erhalten“. Das neue Studienangebot wird wesentlich von Professoren für katholische Theologie an den beteiligten staatlichen Hochschulen organisiert und getragen und soll nicht zu einer Verdrängung der vielerorts angebotenen Koranschulen führen.

### Bayern
Der Religionsunterricht ist an den Volksschulen, Realschulen, Gymnasien, Förderschulen, Berufsschulen, Berufsaufbauschulen, Wirtschaftsschulen, Fachoberschulen, Berufsoberschulen, an sonstigen Schulen nach Maßgabe der Schulordnung, ordentliches Lehrfach (Pflichtfach). Das gilt auch für den jüdischen Religionsunterricht für jüdische Schüler entsprechend. Er wird nach Bekenntnissen getrennt in Übereinstimmung mit den Grundsätzen der betreffenden Kirche oder Religionsgemeinschaft erteilt (Art. 46 Abs. 1 BayEUG).
- Untergeordnetes Landesrecht: Selbstabmeldung ab 18 Jahren

Die Selbstabmeldung vom Religionsunterricht ist Schülern erst ab Vollendung des 18. Lebensjahres möglich (Art. 46 Abs. 4, S. 2 BayEUG).
- Übergeordnetes Bundesrecht: Selbstabmeldung ab 14 Jahren

Hiervon unberührt bleibt auch in Bayern der bundesrechtlich bereits mit 14 Jahren (siehe Religionsmündigkeit) mögliche Kirchenaustritt ohne Zustimmung der Eltern, wodurch dann auch in Bayern keine Teilnahmepflicht am Religionsunterricht mehr besteht. Gleiches gilt für den Übertritt zu einer Glaubensgemeinschaft, für die kein Religionsunterricht angeboten wird.

### Berlin
In Berlin ist der Religionsunterricht nach § 13 Berliner Schulgesetz vom 26. Juni 1948 Sache der Religions- und Weltanschauungsgemeinschaften (Berliner Schulmodell). Für Berlin gilt nach Entscheidung des Bundesverwaltungsgerichts (BVerwGE 110, 326) die Bremer Klausel, die vorsieht, dass Art. 7 Abs. 3 GG keine Anwendung in einem Land findet, in dem am 1. Januar 1949 eine andere Regelung galt. Das Wahlfach Religion, dessen Benotung nicht versetzungsrelevant ist, wird vom Land Berlin zu 90 Prozent finanziert und von Personen mit der Befähigung für ein Lehramt und einer Prüfung im Fach Religionslehre oder von Personen erteilt, die ein fachwissenschaftliches Studium an einer Hochschule oder eine vergleichbare Ausbildung abgeschlossen haben. Neben dem christlichen (evangelisch und katholisch) und jüdischen Religionsunterricht wird seit 1984 in allen Jahrgangsstufen an den Berliner Schulen auch Lebenskundeunterricht als freiwilliges, weltanschauliches und nichtreligiöses Unterrichtsfach angeboten, dessen Organisation und Weltanschauung vom Humanistischen Verband Deutschlands (HVD) getragen wird und nicht zu verwechseln ist mit dem weltanschaulich neutralen LER-Unterricht in Brandenburg. Mit einem Anteil von etwa 25 Prozent der Schülerschaft ist der evangelische Religionsunterricht nach wie vor „Hauptanbieter“ eines freiwillig von Schülern besuchten Wertefachs in Berlin.
Am 23. März 2006 hat das Berliner Abgeordnetenhaus mit den Stimmen von SPD und PDS sowie einem Teil der Grünen beschlossen, dass Ethik ab dem Schuljahr 2006/2007 beginnend mit den 7. Klassen nach und nach Teil des Pflichtunterrichtes für alle Schüler der Sekundarstufe I wird. Seit dem Schuljahr 2010/2011 wird dieser Beschluss für die Klassen 7 bis 10 dann vollständig umgesetzt, allerdings in Ermangelung von ausgebildeten Ethiklehrkräften auch von Klassenlehrern oder anderen dazu beauftragten Lehrkräften. Der Religionsunterricht kann daneben, wie gehabt, freiwillig besucht werden, seit Einführung des verpflichtenden Ethikunterrichts sinken jedoch die Teilnehmerzahlen am Religionsunterricht in den davon betroffenen Klassenstufen erheblich.
Nach Ablehnung einer Verfassungsbeschwerde und der Entscheidung am 15. März 2007 durch das Bundesverfassungsgericht, wonach obligatorischer Ethikunterricht weder Eltern noch Schüler in Grundrechten verletzt (1 BvR 2780/06), kam es am 26. April 2009 zu einem Volksentscheid über die Einführung des Wahlpflichtbereichs Ethik/Religion. Die Berliner entschieden sich mit geringer Abstimmungsbeteiligung (unter 30 Prozent) und knapper Mehrheit gegen einen Gesetzentwurf, der ein dem Ethikunterricht gleichgestelltes Wahlpflichtfach Religion anstrebte, so dass der Status quo erhalten bleibt.
Doch trotz des im Sinne der Pro-Reli-Antragsteller negativ abgestimmten Volksentscheids hat sich die Lage der noch tätigen evangelischen Katecheten als davon am meisten betroffener Teil der Religion unterrichtenden Lehrerschaft wieder etwas entspannt. So kommt es an den Berliner Schulen immer mehr zu Kooperationen mit Lehrkräften des Ethikunterrichts, die einen Bedarf an „Experten“ in Sachen Religion anmelden. Zudem sinkt die Zahl der evangelischen Katecheten rein altersbedingt: Waren es noch vor der Wiedervereinigung allein für West-Berlin über 1000, so waren es im Jahr 2004 für ganz Berlin 648 auf knapp 565 Planstellen und für das Schuljahr 2009/10 nur noch 592 auf 493 Planstellen. (Letzter Stand für Schuljahr 2022/23: 390 Planstellen.) Parallel dazu sank zwischen 2004 und 2010 auch die Anzahl von Lehrkräften im staatlichen Schuldienst, die evangelischen Religionsunterricht erteilen, von 137 auf 67. (Letzter Stand für Schuljahr 2022/23: knapp 13 Planstellen). Im selben Zeitraum sanken die Teilnehmerzahlen am evangelischen Religionsunterricht in Berlin von gut 89.000 auf knapp 82.000 Schüler, was jedoch deren Anteil an der ebenfalls sinkenden Gesamtschülerzahl lediglich von 26,3 Prozent auf 25,5 Prozent verminderte. (Letzter Stand für Schuljahr 2022/23 bei 69.643 Teilnehmern, was nur noch knapp 17,92 Prozent der Gesamtschülerzahl entsprach) Der nahezu gleichbleibende Anteil an der ebenfalls sinkenden Gesamtschülerzahl ist insofern auch bemerkenswert, da von ehedem 839 im Schuljahr 2013/14 nur noch an 541 Schulen evangelischer Religionsunterricht angeboten werden konnte.
In Berlin wurde während des Schuljahres 2022/2023 Religions- und Weltanschauungsunterricht in acht Konfessionen bzw. Weltanschauungen sowie als neuntes noch „Sonstiger Religionsunterricht“ erteilt, das Land Berlin steuerte dazu Zuschüsse von über 65 Mio. € bei, was insbesondere einen Anteil von 90 Prozent der jeweiligen Personalkosten für die Lehrkräfte dieses Unterrichtsangebots ausmacht.

### Brandenburg
In Brandenburg findet der Religionsunterricht in alleiniger Verantwortung der Religionsgemeinschaften statt. Schulische Räume können genutzt werden; er ist jedoch kein Bestandteil des Schulcurriculums und damit nicht „ordentliches Lehrfach“ im Sinne des Artikels 7 Absatz 3 GG.
Anfang der 1990er Jahre wurde ein auf drei Jahre befristeter Modellversuch des Faches Lebensgestaltung-Ethik-Religion in 44 Schulen durchgeführt, der von der SPD-Landesregierung als erfolgreich bewertet wurde. Der Unterricht wurde bei insgesamt zwei zur Verfügung stehenden Wochenstunden über das gesamte Schuljahr verteilt und in eine Integrations- und in eine Differenzierungsphase gegliedert. Die Integrationsphase umfasste religiös-weltanschaulich neutralen Unterricht in Lebensgestaltung, Ethik, Religionskunde/Religionswissenschaft. In der Differenzierungsphase sollte Religionsunterricht als ordentliches Lehrfach angeboten werden in Entsprechung der Regelung des GG „in Übereinstimmung mit den Grundsätzen der Religionsgemeinschaften“. Die katholische Kirche beteiligte sich von Anfang an nicht an dem Modell, die evangelische Kirche stieg später aus.
Da das Fach nun nicht mehr Religionsunterricht umfassen konnte, sondern nur religionswissenschaftliche Teile, wurde es umbenannt in „Lebensgestaltung-Ethik-Religionskunde“. Das Fach wird seither – so schreibt es § 11 Abs. 3 des Brandenburgischen Schulgesetzes vor – „bekenntnisfrei, religiös und weltanschaulich neutral unterrichtet“. Eine Leistungsbewertung durch Noten findet erst seit 2005 statt. Alle Schüler waren zur Teilnahme an LER (Lebensgestaltung-Ethik-Religionskunde) verpflichtet, konnten aber nach einer Übergangsbestimmung im Schulgesetz „aus wichtigen Gründen“ die Befreiung von LER beantragen.
Die Verfassungsmäßigkeit dieser Ausgestaltung von 1996 war umstritten, da unklar war, ob die „Bremer Klausel“ auf Brandenburg Anwendung findet. Nur wenn sie anwendbar war, musste das Land keinen Religionsunterricht als ordentliches Lehrfach einführen. Zwar galt im 1947 gegründeten Nachkriegsland Brandenburg tatsächlich 1949 eine andere Regelung, allerdings wurde dieses alte Brandenburg 1952 von der DDR aufgelöst und erst 1990 erneut gegründet. Von verschiedenen Seiten wurde vor dem Bundesverfassungsgerichts (BVerfG) zu dieser Frage geklagt. Anstelle einer Entscheidung unterbreitete das Bundesverfassungsgericht einen Vergleichsvorschlag. Nachdem die Beschwerdeführer auf den Vorschlag eingegangen sind, hat das BVerfG das Verfahren mit Beschluss vom 31. Oktober 2002 für beendet erklärt. In der Folge wurde Religionsunterricht auch rechtlich in die Stundentafel integriert und die Teilnahme am Religionsunterricht ist ein ausdrücklich benannter Abmeldegrund von LER. Die Kosten des Religionsunterrichts übernimmt das Land.
Seit dem Schuljahr 2007/2008 wird Humanistischer Lebenskundeunterricht auch in Brandenburger Schulen angeboten. Dafür hat das Brandenburger Verfassungsgericht im Dezember 2005 den Weg geebnet. Es erklärte, es sei mit der Verfassung unvereinbar, dass das Landesschulgesetz allein den Kirchen und Religionsgemeinschaften das Recht zum Bekenntnisunterricht zuerkannte. Heute kann Lebenskunde gemäß § 9 Abs. 2 bzw. 8 des Brandenburgischen Schulgesetzes in allen Schulformen und -stufen erteilt werden.

### Bremen
In Bremen wird überkonfessioneller christlicher Unterricht in Biblischer Geschichte seit 1947 erteilt. In der Landesverfassung Artikel 32 ist festgeschrieben: „Die allgemeinbildenden öffentlichen Schulen sind Gemeinschaftsschulen mit bekenntnismäßig nicht gebundenem Unterricht in Biblischer Geschichte auf allgemein christlicher Grundlage“.
Im Unterschied zu den meisten Bundesländern wird dieses Fach nicht in kirchlicher Verantwortung erteilt. In Art. 141 („Bremer Klausel“) erlaubt das Grundgesetz diese Abweichung von Art. 7 GG ausdrücklich.
Diese „christliche Religionskunde“ gilt als ordentliches Unterrichtsfach für alle Schüler, auch nichtchristliche, unter staatlicher Schulaufsicht mit versetzungsrelevanter Benotung. Eine Abmeldung ist möglich, inzwischen werden an einigen Schulen auch Alternativen wie Ethik oder Philosophie angeboten. Das Alternativfach ist in § 7 des Bremer Schulgesetzes geregelt. Aktuell läuft ein Modellversuch an einer Schule zur Einrichtung einer Islamkunde.

### Hamburg
In Hamburg gibt es keine bekenntnisfreie öffentliche Schule. Hier haben mehrere Umstände zu der außergewöhnlichen Etablierung eines Hamburger Religionsunterrichts für alle in evangelischer Verantwortung geführt. Dieser ist formal ein bekenntnisgebundener Religionsunterricht nach Artikel 7 GG und darf deshalb auch nur von Lehrkräften erteilt werden, die einer Kirche mit evangelischem Bekenntnis angehören. Er wendet sich jedoch an alle Schüler jedweder Glaubensvorstellung. Der Hamburger Unterricht unterscheidet sich dadurch, dass er auch inhaltlich einen interreligiösen Ansatz verfolgt. Dieses Angebot der evangelischen Kirche ist in Hamburg nicht zuletzt auch deshalb zu so großer Bedeutung gelangt, da die katholische Kirche als Diasporagemeinschaft bislang lediglich an ihren eigenen Schulen Religionsunterricht anzubieten vermochte. So waren die katholischen Schüler an den öffentlichen Schulen schon immer auf den evangelischen Religionsunterricht angewiesen. Aber auch wenn Hamburg eine große Vielfalt an religiösen Orientierungen und Gemeinschaften aufweist, ist die Stadt insgesamt doch sehr stark säkular ausgerichtet. Trotz der interreligiösen und dialogischen Ausrichtung des Religionsunterrichts liegt aber ein leichtes Übergewicht auf christlichen Themen.
Die Rahmenpläne für den Religionsunterricht in evangelischer Verantwortung werden von einer Gemischten Kommission Schule/Kirche (mitunter auch: Gemeinsame Kommission Schule/Kirche) erstellt. Diese wurde 1964 errichtet und anerkannt durch die Gemeinsame Erklärung der Schulbehörde der Freien und Hansestadt Hamburg und der Evangelisch-lutherischen Landeskirchen auf Hamburger Staatsgebiet zur Ordnung des Religionsunterrichts vom 10. Dezember 1964. Die Gemischte Kommission Schule/Kirche war ursprünglich paritätisch mit Vertretern der Stadt und der damaligen Landeskirchen besetzt. Inzwischen gehören ihr auf kirchlicher Seite außer denen der Evangelisch-Lutherischen Kirche in Norddeutschland auch je ein Vertreter der Evangelisch-reformierten Kirche und der Arbeitsgemeinschaft christlicher Kirchen in Hamburg an.
Die katholische Kirche wirkt in der hergebrachten Gemischten Kommission Schule/Kirche nicht mit. Nach Artikel 5 des Vertrags zwischen dem Heiligen Stuhl und der Freien und Hansestadt Hamburg vom 29. November 2005 wird heute aber auch ein katholischer konfessioneller Religionsunterricht gewährleistet. Zur Durchführung hat die Stadt 2011 auch ein Verwaltungsabkommen mit dem Erzbistum Hamburg geschlossen, das in seiner Nr. 11 die Errichtung einer besonderen Gemischten Kommission für den katholischen Religionsunterricht vorsieht.
In den Klassen 1 und 2 findet der Religionsunterricht innerhalb des Deutsch- und Sachkundeunterrichtes statt. Als eigenständiges Fach ist dieser Unterricht für die Klassen 3–6 und 8–13 vorgesehen, entsprechend der Annahme, dass Schüler der 7. und 8. Klasse stattdessen den kirchlichen Konfirmandenunterricht besuchen. In den Klassen 1–6 gibt es keinen Alternativunterricht; nicht am Religionsunterricht teilnehmende Kinder verbringen die Zeit des Religionsunterricht unter Aufsicht in Aufenthaltsräumen. Seit dem Schuljahr 2005/2006 wird der Religionsunterricht auf mehrheitlichen Wunsch der Religionslehrer bereits ab Klasse 5 zensiert. Ab Klasse 9 wird alternativ Ethik oder Philosophie angeboten, was wie Religion dann auch versetzungsrelevant zensiert wird. Aufgrund fehlender Lehrkräfte mit entsprechenden Qualifikationen wird jedoch an vielen Hamburger Schulen gar kein Religionsunterricht angeboten.
Auszug aus § 7 Religionsunterricht, Hamburgisches Schulgesetz HmbSchG vom 16. April 1997, zuletzt geändert am 9. März 2010:
(1) Der Religionsunterricht ist ordentliches Lehrfach. Er wird in Übereinstimmung mit den Grundsätzen der Religionsgemeinschaften im Geiste der Achtung und Toleranz gegenüber anderen Bekenntnissen und Weltanschauungen erteilt.
(3) Über die Teilnahme am Religionsunterricht entscheiden die Sorgeberechtigten, nach Vollendung des 14. Lebensjahres die Schülerinnen und Schüler.
(4) Soweit in der Stundentafel vorgesehen, wird den Schülerinnen und Schülern eine Wahlpflicht-Alternative zum Religionsunterricht in den Bereichen Ethik und Philosophie angeboten.
Ab Herbst 2014 wird der Unterricht an zwei Modellschulen nicht wie bislang als Religionsunterricht in evangelischer Verantwortung gestaltet, sondern als Religionsunterricht in gemeinsamer Verantwortung. Das bedeutet, dass der Religionsunterricht mit besonderen Lerninhalten und Themen die Ansprüche aller Religionsgemeinschaften berücksichtigt und zudem nicht mehr ausschließlich von evangelischen Lehrkräften, sondern auch von muslimischen, alevitischen und jüdischen Religionslehrern unterrichtet wird. Der bundesweit einmalige Modellversuch beschränkt sich auf zwei Schulen und ist auf zwei Jahre angelegt.
Zum Projekt, das inzwischen „Religionsunterricht für alle“ (RUfa) genannt wird, kam im Jahr 2014 die jüdische Gemeinde hinzu, im Jahr 2022 die katholische Kirche.

### Niedersachsen
Im Dezember 2024 vereinbarten die Konföderation evangelischer Kirchen in Niedersachsen und der katholischen Bistümer in Niedersachsen die Einführung des gemeinsam verantworteten Fachs „Christliche Religion nach evangelischen und katholischen Grundsätzen“, das den bisherigen Unterricht in evangelischer und katholischer Religion bzw. den konfessionell-kooperativen Religionsunterricht ablösen wird. Der christliche Religionsunterricht wird ab dem Schuljahr 2026/2027 an allen Schulen in Niedersachsen eingeführt und kann bereits zum zweiten Schulhalbjahr 2025/2026 erprobt werden.
Schüler, die nicht am Religionsunterricht teilnehmen, sind zur Teilnahme am Unterricht Werte und Normen verpflichtet. Die Schule muss diesen Unterricht einrichten, wenn mindestens zwölf Schüler zur Teilnahme verpflichtet sind. In der gymnasialen Oberstufe kann statt Werte und Normen auch Philosophie gewählt werden.
Werte und Normen ist 1993 mit dem Unterrichtsfach Religionskunde zusammengelegt worden. Daher wird es von drei Bezugswissenschaften getragen: Religionswissenschaft, Gesellschaftswissenschaften und Philosophie. Es ist das einzige Unterrichtsfach, das im Niedersächsischen Schulgesetz definiert wird und in dem diese Bezugswissenschaften betont ausgewiesen werden:
„Im Fach Werte und Normen sind religionskundliche Kenntnisse, das Verständnis für die in der Gesellschaft wirksamen Wertvorstellungen und Normen und der Zugang zu philosophischen, weltanschaulichen und religiösen Fragen zu vermitteln.“ (NSchG § 128 Abs. 2)
Das Unterrichtsfach Werte und Normen ist als Abiturprüfungsfach einzurichten, sobald die Einheitlichen Prüfungsanforderungen für Werte und Normen zur Verfügung stehen (§ 190).
In Niedersachsen gibt es seit 1998 die Möglichkeit, auf Antrag einen konfessionsübergreifenden Religionsunterricht (evangelisch/römisch-katholisch) durch die evangelischen oder katholischen Religionslehrkräfte erteilen zu lassen. An sehr vielen Schulen wird hiervon Gebrauch gemacht, so wird z. B. an den Berufsbildenden Schulen fast nur noch der konfessionsübergreifende Religionsunterricht erteilt. Niedersachsen erteilt auch christlich-orthodoxen Religionsunterricht, wo die entsprechenden Schülerzahlen dies sinnvoll ermöglichen; kirchlicher Ansprechpartner ist dabei die Kommission der Orthodoxen Kirche in Deutschland (KOKiD).

### Nordrhein-Westfalen
In Nordrhein-Westfalen nehmen die Schüler ab der Sekundarstufe I, wenn sie nicht am Religionsunterricht teilnehmen, am Ersatzfach „Praktische Philosophie“ teil, soweit dies angeboten wird. In der Sekundarstufe II heißt das Alternativfach zu Religion schlicht „Philosophie“.
Grundschüler, die nicht am Religionsunterricht teilnehmen, haben beaufsichtigte Freistunden, da es für Grundschulen kein Ersatzfach in NRW gibt.
Für den Ethikunterricht an Grundschulen gibt es keine rechtliche Grundlage.
Ab dem Schuljahr 2018/19 haben Schulen – z. B. aufgrund des zurückgehenden Anteils getaufter Kinder in der Grundschule und der Sekundarstufe I – die Möglichkeit, eine kooperative Form des Religionsunterrichts anzubieten (KokoRU – konfessionell-kooperativer Religionsunterricht). Hier haben katholische und evangelische Kinder die Möglichkeit, einen gemeinsamen Religionsunterricht zu besuchen, der im Wechsel von einer katholischen und einer evangelischen Lehrkraft umgesetzt wird. Der Unterricht folgt der Leitlinie „Gemeinsamkeiten stärken – Unterschieden gerecht werden“. Grundlage ist eine Vereinbarung der drei evangelischen Landeskirchen und der katholischen Bistümer.
Schüler der Primarstufe werden in NRW teilweise von Personen unterrichtet, die von der Kirche eingesetzt worden sind. Auch Gemeindereferenten und Gemeindekatecheten erteilten in der Sekundarstufe I den Unterricht.
Die Abmeldung kann jederzeit erfolgen; wenn der Schüler religionsmündig ist, auch durch den Schüler selbst. Dieses Recht gilt allerdings nicht an Bekenntnisschulen, auch nicht an öffentlichen Bekenntnisschulen, die im Grundschulbereich des Landes ein Drittel aller Schulen ausmachen.
1999 wurde das Fach „Islamische Unterweisung“ in NRW als Modellversuch eingeführt. 2005 wurde das Fach in „Islamkunde“ umbenannt, das Ziel blieb gleich: muslimischen Kindern ihre kulturelle Herkunft vermitteln und ihre Integration fördern. Ende Februar 2011 haben sich die nordrhein-westfälische Schulministerin Sylvia Löhrmann und die im Koordinationsrat der Muslime vertretenen muslimischen Gemeinschaften Islamrat für die Bundesrepublik Deutschland (IRD), Türkisch-Islamischen Union der Anstalt für Religion (DİTİB), Verband der Islamischen Kulturzentren (VIKZ) und Zentralrat der Muslime in Deutschland (ZMD) auf die Einführung eines bekenntnisorientierten islamischen Religionsunterrichts nach Art. 7 Abs. 3 Grundgesetz geeinigt. Kritiker hielten das geplante Beiratsmodell für nicht praktikabel.
Zum neuen Schuljahr 2012/13 begann islamischer Religionsunterricht in Grundschulen. Ein Lehrplan liegt seit Dezember 2013 vor. Im Schuljahr 2013/14 wird das Fach an 52 Grund- und an 40 weiterführenden Schulen angeboten. 64 Lehrer unterrichten insgesamt 6500 muslimische Schüler (insgesamt gibt es in Nordrhein-Westfalen 2944 Grundschulen mit ungefähr 101.000 Schülern muslimischen Glaubens). Die ersten in Deutschland ausgebildeten Lehrer werden voraussichtlich erst 2019 ihr Studium absolviert haben, da der Studiengang „Islamische Religionslehre“ an der Universität Münster erst seit Wintersemester 2012/13 angeboten wird.
Viele Quereinsteiger unterrichten das Fach.
Am 13. März 2015 erklärte das Bundesverfassungsgericht das im Schulgesetz für das Land Nordrhein-Westfalen festgeschriebene Privileg der „Darstellung christlicher und abendländischer Bildungs- und Kulturwerte oder Traditionen“ für verfassungswidrig; es handle sich um eine unzulässige Benachteiligung anderer aus religiösen Gründen. Für eine Bevorzugung des Christen- oder Judentums existiere keine tragfähige Rechtfertigung.

### Saarland

#### Untergeordnetes Landesrecht: Selbstabmeldung ab 18 Jahren
Im Saarland ist Schülern die Selbstabmeldung vom Religionsunterricht erst mit Vollendung des 18. Lebensjahres möglich (§ 10 u. 14, S. 2 SL-SchoG). Die Landesverfassung bestimmt in Art. 29 Abs. 2:
Die Eltern können die Teilnahme ihrer Kinder am Religionsunterricht ablehnen. Den Kindern darf daraus kein Nachteil entstehen. Diese Ablehnung kann auch durch die Schüler selbst geschehen, wenn sie das 18. Lebensjahr vollendet haben.

#### Übergeordnetes Bundesrecht: Selbstabmeldung ab 14 Jahren
Die Teilnahmepflicht entfällt auch im Saarland bundesweit beim Kirchenaustritt oder beim Übertritt zu einer Religion, für welche kein Unterricht angeboten wird. In diesem Fall ist die Selbstabmeldung bereits mit 14 Jahren möglich.

## Geschichte des Religionsunterrichts in Deutschland

### Mittelalter/Beginn der Neuzeit

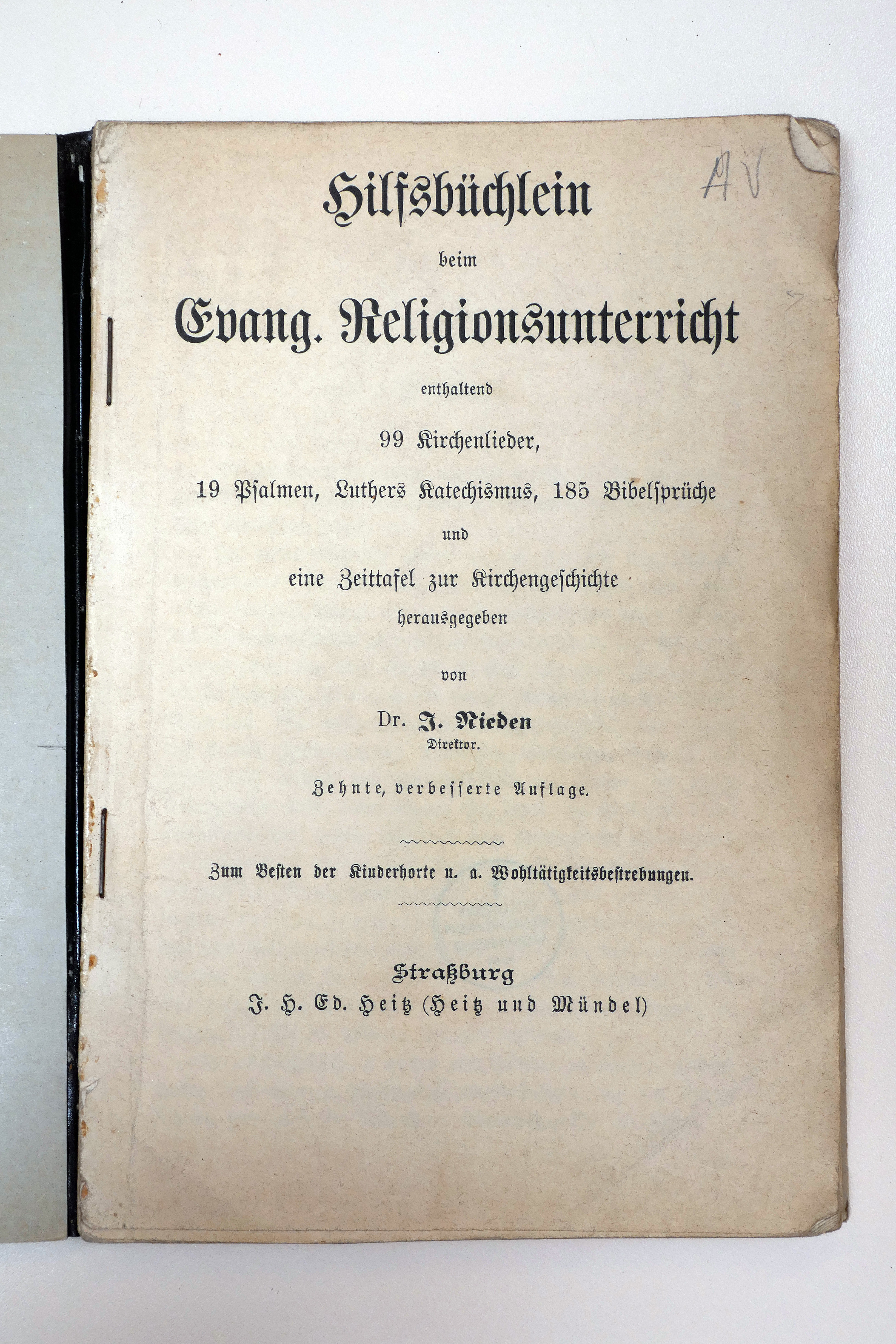
Hilfsbüchlein beim Evang. Religionsunterricht (Straßburg, um 1899)

Wie in den ersten universitären Akademien die Theologie im Zentrum jedweden Studiums stand, ging es auch den ersten Klosterschulen zuvörderst um ein Nahebringen biblischer Texte und deren Auslegung. Allein hierfür wurde Lesen und Schreiben sowie die lateinische Sprache gelehrt, galt doch die lateinische Vulgata spätestens ab dem 9. Jahrhundert als allein gültiger Bibeltext.
In deutscher Sprache wurde die Einweisung in die Bibel erst dank der Erfindung des Buchdrucks und der Ausbreitung der Lutherbibel vorangetrieben. Der Kleine Katechismus, von Martin Luther erst zusammengestellt, um die lückenhaften Kenntnisse der Priesterkollegen auf ein Mindestmaß anzuheben, bildete später auch die Grundlage für den evangelischen Konfirmandenunterricht der Kinder, der wiederum als ein weiterer Vorläufer des heutigen Schulwesens gelten kann.
Christlicher Religionsunterricht meinte in der Regel analog zum Katechismus noch bis weit in die Mitte des 20. Jahrhunderts hinein vor allem das Kennen- und Auswendiglernen für die jeweilige Konfession bedeutsamer Bibelstellen, Gebete und Sakramente.

### 1918 bis 1933 / Weimarer Republik
Nach der Novemberrevolution und der Ausrufung der Republik (9. November 1918) war es grundsätzlich fraglich, ob Religionsgemeinschaften überhaupt noch öffentliche Mittel zur Verfügung gestellt werden sollten und ob Religionsunterricht an einer staatlichen Schule unterrichtet werden dürfe. Es war erstmals möglich, Religionsunterricht nicht nur traditionell kirchlich-konfessionell, sondern auch bekenntnisfrei zu gestalten.
Die Schulreformer waren in zwei Lager gespalten: Wilhelm Paulsen, der führende Vertreter Hamburger Reformpädagoge sah in der Abschaffung des Faches die einzige Möglichkeit, die Einflussnahme der Kirche in den Schulen zu verhindern. Reformpädagogen wie Hugo Gaudig argumentierten pädagogisch gegen diesen Standpunkt: Das religiöse Element gehöre unbedingt zum Lebenshorizont Jugendlicher. Führende Religionspädagogen, wie z. B. Otto Eberhard, unterstützte zwar auch den reformpädagogischen Gedanken der Arbeitsschule, vertrat aber einen Religionsunterricht aus theologischen Gründen: Jungen Menschen, die in einer christlich orientierten Welt aufwachsen, müssten auch die Normen christlicher Ethik und Liebe nahegebracht werden. Er argumentierte für einen konfessionell ausgerichteten Religionsunterricht.
Weitere Protagonisten dieses Streits waren auf politischer Ebene Adolph Hoffmann (USPD), der sich als bekennender Atheist verstand und die „Befreiung der Schule von aller kirchlichen Bevormundung“, Trennung von Kirche und Staat verlangte, Konrad Haenisch (SPD), der grundsätzlich den gesellschaftsbestärkenden und moralischen Wert von Religion und Glauben betonte, Edmund Kaufmann (Zentrumspartei) und Gottfried Traub (DNVP), die sich vehement für die weitere Konfessionalität der Volksschule (katholisch bzw. evangelisch) einsetzten.
Da sich auf der politischen Ebene wegen der bestehenden Mehrheitsverhältnisse keine der Gruppen in der verfassunggebenden Nationalversammlung in Weimar durchsetzen konnte, wurde mit Bezug auf den Weimarer Schulkompromiss und den Fortbestand des Religionsunterrichtes in der Schule auf Vermittlungsvorschlag von Friedrich Naumann (DDP und preußischer Kirchenfunktionär) der Art. 149 RV beschlossen, der inhaltlich auch für die Formulierung des Art. 7 GG maßgeblich war. Der Religionsunterricht war konfessionell und durfte keine neutrale Religionskunde im Sinne sozialistischer Position sein.

### 1933 bis 1945 / NS-Diktatur

Originaldokument vom Kreisschulrat in Essen III bzgl. Ausschluss eines Pfarrers vom Religionsunterricht an einer Schule (1937)

Am 20. Juli 1933 wurde zwischen Papst Pius XI. und dem Deutschen Reich das Reichskonkordat geschlossen. In Artikel 21 bis 24 wurde katholischer Religionsunterricht als ordentliches Unterrichtsfach vereinbart, wobei auf die Erziehung zu vaterländischem, staatsbürgerlichem und sozialem Pflichtbewusstsein aus dem Geiste des christlichen Glaubens- und Sittengesetzes besonderer Nachdruck gelegt wird. Den kirchlichen Oberbehörden wird Gelegenheit eingeräumt, im Einvernehmen mit der Schulbehörde zu prüfen, ob die Schüler Religionsunterricht in Übereinstimmung mit den Lehren und Anforderungen der Kirche erhalten. Bei der Anstellung von katholischen Religionslehrern verständigt sich der Bischof mit der Landesregierung. Die Beibehaltung und Neueinrichtung katholischer Bekenntnisschulen bleibt gewährleistet. In allen Gemeinden, in denen Eltern oder Erziehungsberechtigte es beantragen, werden katholische Volksschulen errichtet, wenn die Zahl der Schüler unter Berücksichtigung der örtlichen schulorganisatorischen Verhältnisse einen geordneten Schulbetrieb durchführbar erscheinen lassen. An allen katholischen Volksschulen werden nur solche Lehrer angestellt, die der katholischen Kirche angehören und Gewähr leisten, den besonderen Erfordernissen der katholischen Bekenntnisschule zu entsprechen. In der allgemeinen Berufsausbildung der Lehrer werden Einrichtungen geschaffen, die eine Ausbildung katholischer Lehrer gemäß der katholischen Bekenntnisschule gewährleisten.

### 1945 bis 1990
Bundesrepublik Deutschland: Während des staatlichen Aufbaus sahen die Verfassungen in mehreren Ländern die christliche Gemeinschaftsschule als einzige Schulform vor (Verfassung des Landes Baden vom 22. Mai 1947, Landesverfassung der Freien Hansestadt Bremen vom 21. Oktober 1947, Verfassung für Württemberg-Baden vom 28. November 1946).
Hamburg führte seine Schulen ausschließlich als Gemeinschaftsschulen. Seine Schulbehörde widersprach gegenüber dem Parlamentarischen Rat ausdrücklich der Einführung der Konfessionsschule. Hessen legte in seiner Verfassung vom 11. Dezember 1946 Grundsätze nieder, die eine Garantie der Gemeinschaftsschule enthalten, in welcher die religiösen und weltanschaulichen Grundsätze nicht verletzt werden, nach denen die Erziehungsberechtigten ihre Kinder erzogen haben wollen. Die Länder Bayern, Rheinland-Pfalz und Württemberg-Hohenzollern ordneten in ihrer Verfassung die bekenntnismäßige Gestaltung des Schulwesens in einer Weise, die sich mit den Grundsätzen des Reichskonkordats vereinbaren lässt (Verfassung des Freistaates Bayern vom 2. Dezember 1946, Verfassung für Rheinland-Pfalz vom 18. Mai 1947, Verfassung von Württemberg-Hohenzollern vom 20. Mai 1947).
In Westdeutschland wurde Religionsunterricht durch das 1949 beschlossene Grundgesetz ordentliches Lehrfach in allen nicht bekenntnisfreien Schulen, außer in den Ländern, in denen „am 1. Januar 1949 eine andere landesrechtliche Regelung bestand“ (Art. 141 GG, „Bremer Klausel“). Außerdem konnte durch die Kirchengemeinden bzw. Glaubensgemeinschaften außerhalb der Schule Unterweisung erteilt werden. Die Länder Bremen und Berlin sahen (und sehen) also keinen konfessionell gebundenen Religionsunterricht als ordentliches Lehrfach vor; die Bremer Klausel sagt, dass die in Berlin und Bremen herrschenden Bedingungen von vor 1949 auch nach 1949 Bestand haben können.
Im Lauf der 1960er Jahre schwand zwar die Zahl der Bekenntnisschulen, und die überkonfessionelle Schule wurde auch in den katholisch geprägten Ländern Baden-Württemberg, Rheinland-Pfalz und Nordrhein-Westfalen der Normalfall, jedoch blieb in allen Bundesländern mit Ausnahme von Bremen und Berlin der Religionsunterricht als ordentliches Schulfach erhalten.
Deutsche Demokratische Republik: Die erste Verfassung der DDR von 1949 erteilte Religionsgemeinschaften das Recht, Religionsunterricht in den Räumen der öffentlichen Schulen zu erteilen. Dieses Recht wurde allerdings zunehmend ausgehöhlt, bis ab 1953 und spätestens bis 1958 Religionsunterricht in Schulgebäuden faktisch nicht mehr möglich war. In der DDR-Verfassung von 1968 wurde der Religionsunterricht nicht mehr erwähnt. Deshalb unterrichteten die Kirchen und andere Religionsgemeinschaften in eigenen Räumen außerhalb der Schulzeit. Zum Religionsunterricht in der DDR siehe auch: Christen und Kirchen in der DDR#Religionsunterricht, Katechetik und Christenlehre.

### Nach 1990
Durch die Deutsche Wiedervereinigung 1990 gilt Art. 7 GG für ganz Deutschland, allerdings nur vorbehaltlich der „Bremer Klausel“, deren Reichweite umstritten ist.

## Bekenntnisse im Religionsunterricht

### Buddhismus
Seit 2003 wird in Berlin vom Berliner Schulsenat an drei öffentlichen Schulen jahrgangs- und schulübergreifend buddhistischer Religionsunterricht angeboten.
Die Buddhistische Gesellschaft Berlin e. V. zeichnet für die Organisation dieses Unterrichts verantwortlich. Die unterschiedlichen buddhistischen Schulrichtungen und Traditionen werden im Unterricht repräsentiert.
Die Ausbildung der buddhistischen Religionslehrer obliegt der DBU.

### Christentum

#### Evangelisch und römisch-katholisch
Die dem Christentum angehörenden Konfessionen bzw. Bekenntnisse der evangelischen und römisch-katholischen Kirchen sind traditionell die Hauptanbieter von Religionsunterricht an deutschen Schulen und verfügen auch über zahlreiche eingeführte Studien- und Ausbildungsinstitute für Religionslehrkräfte. Neben dem Angebot an öffentlichen Schulen verwalten die beiden Kirchen auch zahlreiche konfessionelle Schulen in eigener Trägerschaft, in denen die Teilnahme am Religionsunterricht selbst in Bundesländern wie Berlin verpflichtend ist. Der Umfang des gebotenen Religionsunterrichts nach dem jeweiligen Bekenntnis steht meist im selben Verhältnis, wie die Anzahl ihrer Anhänger in den Bundesländern vertreten sind. So hängt z. B. in Bayern die Bevölkerung mehrheitlich der römisch-katholischen Kirche an, während in Hamburg die Mitglieder der evangelischen Kirche überwiegen. Sofern eine der Kirchen in der Diaspora bzw. Minderheit ist, werden meist nicht nur die Schüler einer einzelnen Klasse, sondern einer ganzen Klassenstufe als Gruppe zusammengefasst. Sollte auch das nicht möglich sein, können die Schüler am Religionsunterricht der anderen Konfession oder am Ersatzunterricht (Ethik oder Philosophie) teilnehmen.
Der von der evangelischen bzw. der römisch-katholischen Kirche verantwortete Religionsunterricht wird in der Regel in konfessioneller Form erteilt und wie folgt begründet:
Nach der EKD-Denkschrift „Identität und Verständigung“ wird der Religionsunterricht in seiner evangelischen Ausrichtung theologisch und kirchlich verantwortet, ist aber kein Instrument kirchlicher Bestandssicherung, sondern begründet sich aus dem Bildungsauftrag der Schule. Kinder und Jugendliche sollen sich frei und selbständig religiös orientieren können, ihre Entwicklungs-, Orientierungs- und Bildungsbedürfnisse sind damit konstitutiver Ausgangspunkt des Religionsunterrichts.
Auf katholischer Seite wird die Berechtigung des schulischen Religionsunterrichts seit dem Beschluss der Würzburger Synode ebenfalls mit seinem Beitrag zum Bildungsauftrag der Schule begründet. Er soll die jungen Menschen mit den geistigen Überlieferungen vertraut machen, die unsere kulturelle Situation geprägt haben, ihnen bei der Identitätsfindung helfen und sie schließlich im Widerstehenkönnen gegen gesellschaftlichen Anpassungsdruck und falsche Absolutheitsansprüche unterstützen.
Der Fragestellung nach der Zeitgemäßheit des konfessionellen Religionsunterrichts an öffentlichen Schulen begegnen die beiden Kirchen im Wesentlichen damit, dass sie den dienenden bzw. subsidiären Charakter des Religionsunterrichts unterstreichen und so dessen Nützlichkeit und Qualität im Rahmen des Bildungsauftrags der Schule als nachgewiesen erachten.
Allerdings stößt der konfessionelle Religionsunterricht seit einiger Zeit nicht nur in der gesellschaftlichen Öffentlichkeit immer weniger auf Verständnis, sondern auch bei Religionspädagogen, die darauf verweisen, dass die ökumenische Verständigung inzwischen sehr weit gediehen ist und deshalb mindestens ein konfessionell-kooperativer – wenn nicht sogar ein ökumenischer – Religionsunterricht erforderlich ist.
Dass ein solcher ökumenisch-christlicher Religionsunterricht möglich ist, zeigt z. B. der Schulversuch ÖKOLL (Ökumenisches und konfessionelles Lehren und Lernen) von der Pädagogischen Hochschule Karlsruhe in Baden-Württemberg.

#### Freikirchlich
Schüler, die aus freikirchlichem Hintergrund stammen, nehmen in der Regel am evangelischen Religionsunterricht teil. Auch erteilen Lehrer, die einer Freikirche angehören, an vielen Schulen evangelischen Religionsunterricht. Voraussetzung dafür ist ein Übereinkommen mit der jeweiligen evangelischen Landeskirche und die Vokation durch die entsprechende Freikirche. Eine grundsätzliche Vereinbarung zwischen der Evangelischen Kirche in Deutschland und der Vereinigung Evangelischer Freikirchen gibt es seit 1979. Federführend bei dieser Vereinbarung waren der Bund Evangelisch-Freikirchlicher Gemeinden (Baptisten) und die Evangelische Kirche von Westfalen.
Seit dem 1. Januar 2001 regelt der § 4 einer Gemeinsamen Vokationsordnung den Dienst freikirchlicher Religionslehrer; sie hat u. a. folgenden Wortlaut:
„Die kirchliche Bevollmächtigung kann auch Lehrerinnen und Lehrern erteilt werden, die evangelischen Freikirchen angehören, soweit die beteiligten Landeskirchen mit diesen Vereinbarungen über die Erteilung von evangelischem Religionsunterricht durch deren Mitglieder abgeschlossen haben. Dies gilt auch im Falle der Zugehörigkeit zu einer evangelischen Freikirche, mit der eine Vereinbarung nicht besteht, wenn diese der Arbeitsgemeinschaft der christlichen Kirchen angehört.“
Im Dezember 2003 schlossen die Vereinigung Evangelischer Freikirchen und die Evangelische Kirche in Berlin-Brandenburg eine Vereinbarung über die kirchliche Beauftragung zur Erteilung von Evangelischem Religionsunterricht.

#### Orthodox
Bereits 1985 hatte das Land Nordrhein-Westfalen einen regulären orthodoxen Religionsunterricht eingeführt, der damals allerdings nur für die griechischen Kinder galt, inzwischen jedoch – unter Verantwortung der Kommission der Orthodoxen Kirche in Deutschland – auf alle orthodoxen Schüler erweitert wurde.
Inzwischen hat auch Niedersachsen einen regulären deutschsprachigen Religionsunterricht für christlich-orthodoxe Kinder an staatlichen Schulen eingeführt; die KOKiD fungiert dabei als kirchlicher Partner, altorientalische Kinder können auf freiwilliger Basis an diesem Unterricht teilnehmen. In einigen anderen Bundesländern (Bayern, Hessen, Baden-Württemberg) sind entsprechende Pläne in der Ausarbeitung, oder es wird Religion (ähnlich wie bei islamischen Kindern) im Rahmen eines muttersprachlichen Ergänzungsunterrichts angeboten, wobei dieses Angebot allerdings in der Praxis oft nur für griechischsprachige Kinder existiert.
Seit 2003 gibt es auch ein Referat der KOKiD für orthodoxen Religionsunterricht; derzeit wird dieses vom Vorsitzenden der Kommission, Metropolit Augoustinos, geleitet; Länderkoordinatoren für Baden-Württemberg, Bayern, Hessen, Niedersachsen und Nordrhein-Westfalen sind für die Durch- bzw. Einführung des orthodoxen Religionsunterrichtes in den einzelnen Bundesländern im Auftrag der Kommission der Orthodoxen Kirche in Deutschland / Verband der Diözesen zuständig.

### Islam
In Nordrhein-Westfalen wird seit 2012 und in Niedersachsen seit 2013 „Islamischer Religionsunterricht“ erteilt. Er untersteht der staatlichen Schulaufsicht; die Unterrichtssprache ist Deutsch. In den ostdeutschen Bundesländern Mecklenburg-Vorpommern, Brandenburg, Sachsen-Anhalt, Thüringen und Sachsen besteht kein Islamunterricht.
Vom „Islamischen Religionsunterricht“ ist die religionswissenschaftliche „Islamische Unterweisung“ zu unterscheiden. Angebote in „Islamischer Unterweisung“ gibt es in vielen Ländern der Bundesrepublik. Sie ist z. T. eingebunden in den „Muttersprachlichen Ergänzungsunterricht“. Bislang wurde dieser Unterricht meist in türkischer Sprache bzw. in der Originalsprache des Korans (Arabisch) angeboten; anderssprachige Muslime hatten daher meist keine Teilnahmemöglichkeit.
Die Einrichtung eines „Islamischen Religionsunterrichts“ im Sinne des Artikels 7 Absatz 3 Grundgesetz stößt in der Bundesrepublik Deutschland bzw. den dafür zuständigen Bundesländern auf Schwierigkeiten, da sie die Inhalte eines Religionsunterrichts nicht von sich aus festzulegen haben, sondern dafür als res mixta einen entsprechend befugten Ansprechpartner benötigen. Zwar existieren in Deutschland einige Verbände, in denen Moscheevereine organisiert sind, doch diese von nur wenigen Mitgliedern getragenen Vereine widmen sich der Kulturpflege (viele führen auch in ihrem Namen „islamischer Kulturverein“) und somit auch dem Betreiben von Gebetsräumen/Moscheen. Eine Vertretung von Muslimen an sich können und wollen sie nicht sein, da dies den bislang gepflegten Glaubenstraditionen von Muslimen widerspricht. Verbände bzw. islamische Bewegungen wie Millî Görüş hingegen werden kritisch hinsichtlich ihrer Verfassungstreue beurteilt.
Neben dem geringen Organisierungsgrad steht in Deutschland die konfessionelle (Sunniten, Schiiten, Aleviten, Ahmadiyya) und ethnische (Türken, Albaner, Araber, Iraner, Pakistaner etc.) bzw. sprachliche Vielfalt der Muslime einem einheitlichen Islamunterricht entgegen. Dies erschwert auch die Suche nach den von den Kultusministerien der einzelnen Bundesländer geforderten Ansprechpartner, die eine maßgebliche Anzahl der muslimischen Gläubigen innerhalb eines Landes vertreten sollen – analog etwa zur Deutschen Bischofskonferenz, der Evangelischen Kirche in Deutschland oder dem Zentralrat der Juden in Deutschland. Ab dem Wintersemester 2011/2012 gibt es an der Universität Tübingen eine Ausbildungseinrichtung für islamische Religionslehrer und Imame, das Zentrum für Islamische Theologie.

#### Regelungen einiger Bundesländer
- In Bayern wird seit 1986 durch vom Kultusministerium besoldete Beamte des türkischen Staates „Islamische Unterweisung“ erteilt. Zudem wurde in Erlangen in Zusammenarbeit mit der örtlichen islamischen Gemeinde ein islamischer Religionsunterricht entwickelt. Dieses „Erlanger Modell“ soll (Stand 2009) im Rahmen eines landesweiten Versuchs auf ganz Bayern ausgeweitet werden.[52][53]
- In Berlin wird „Islamischer Bekenntnisunterricht“ gemäß Art. 141 GG angeboten und außerhalb der Schulen durch die Islamische Föderation Berlin erteilt, einem zum Islamrat für die Bundesrepublik Deutschland gehörenden regionalen Verband. Die Islamische Föderation (IFB) wird (Stand 2009) von Beobachtern kritisch beurteilt, da ihr enge Verbindungen zur Islamischen Gemeinschaft Millî Görüş unterstellt werden. Millî Görüs (IGMG) gilt als extremistisch und wird vom Verfassungsschutz beobachtet. Die Islamische Föderation distanzierte sich vom Volksbegehren Pro Reli, nachdem klar wurde, dass ein Erfolg des Volksentscheids ihre Rolle schwächen würde.[54][55]
- In Niedersachsen wird seit dem Schuljahr 2013/2014 das Fach „Islamische Religion“ angeboten.[56] Als Ansprechpartner für den Staat fungiert ein von den islamischen Verbänden DITIB und Schura Niedersachsen gegründeter Beirat.
- Nordrhein-Westfalen führte zum Schuljahr 2012/13 als erstes Bundesland islamischen Religionsunterricht als Regelfach an öffentlichen Schulen ein. Für die Einführung und Durchführung des Unterrichts wurde laut der entsprechenden Übergangsvorschrift im Schulgesetz des Landes Nordrhein-Westfalen (§ 132a) ein Beirat gegründet, dessen acht Mitglieder jeweils zur Hälfte von islamischen Organisationen sowie vom Ministerium (teils in Einvernehmen mit den islamischen Organisationen) benannt werden.[57] Die Regelung ist am 1. August 2012 in Kraft getreten. Zuvor wurde seit 1999 im Rahmen von Modellversuchen das Fach Islamkunde erteilt, die offiziell jedoch keinen Religionsunterricht darstellt. Daneben wurde „Islamische Unterweisung im Rahmen des muttersprachlichen Unterrichts“ angeboten.[58] Seit dem WS 2004/2005 gibt es in NRW den bundesweit ersten Lehrstuhl für Religion des Islam am „Centrum für Religionsbezogene Studien (CRS)“ der Universität Münster.[59] 2019 plant die CDU/FDP-Landesregierung den Einfluss der vier großen Islamverbände auf den Islamunterricht zu beschränken und kleineren sowie liberaleren Islamverbänden mehr Mitspracherecht einzuräumen.[60]
- In Hessen haben sich die DITIB und die Ahmadiyya Muslim Jamaat als muslimische Partner für den Islamunterricht beworben.[61] Im April 2020 wurde die DITIB von der hessischen Landesregierung als Partner für den Islamunterricht abgelehnt.[62] Die DITIB klagte gegen die Aussetzung der Zusammenarbeit. Im Juni 2022 entschied der Hessische Verwaltungsgerichtshof, dass das Land Hessen den islamischen Religionsunterricht mit DITIB fortsetzen muss.[63]

### Judentum
In Deutschland wird jüdischer Religionsunterricht an Schulen in jüdischer Trägerschaft und an öffentlichen Schulen u. a. in folgenden Bundesländern angeboten oder geplant:
- Baden-Württemberg[64]
- Bayern[65]
- Berlin: Die Jüdische Oberschule, eine allgemeine, staatlich anerkannte Privatschule mit einem jüdischen Profil, bietet Unterricht in Religion und Bibel an.[66]
- Hessen
- Hamburg: staatlich anerkannte Privatschule der jüdischen Gemeinde Joseph-Carlebach-Schule (Stadtteilschule, Vorschule – 13. Klasse)
- Niedersachsen[67]
- Nordrhein-Westfalen[68]

## Kooperationen
Sofern parallel in Schulen angeboten, kommt es bereits seit Längerem auch vermehrt zu unterrichtlichen Kooperationen zwischen den jeweiligen Religionslehrkräften der verschiedenen Konfessionen und Glaubensrichtungen. Nach christlichem Verständnis der unterschiedlichen Konfessionen nicht zuletzt auch unter dem Gesichtspunkt der Ökumene.
Insbesondere vor Einführung und stärkerer Frequentierung von Unterrichtsangeboten wie dem Ethikunterricht wurden von den beiden „Hauptanbietern“ eines christlichen Religionsunterrichts unter evangelischer oder römisch-katholischer Trägerschaft zudem oft auch ausführlich Inhalte und Fragen zur allgemeinen Religionskunde und zur Ethik behandelt – seit deren Einführung entwickeln sich auch immer häufiger Kooperationen zwischen Lehrkräften, die Religionsunterricht und ein nicht-religiöses Wertefach erteilen. Dies entspricht u. a. auch in Berlin einer Forderung seines Landesschulgesetzes (siehe § 12, 6), wonach im Ethikunterricht „von den Schulen einzelne Themenbereiche in Kooperation mit Trägern des Religions- und Weltanschauungsunterrichts gestaltet werden“ sollen.

## Finanzierung des Religionsunterrichts
Die Erteilung des schulischen Religionsunterrichts wird mit 26.000 vollzeitäquivalenten Religionslehrerstellen geleistet. Die Besoldung der staatlichen Religionslehrer und die Vergütung der kirchlichen erfolgt aus allgemeinen Steuergeldern. Die Kosten werden auf jährlich etwa 1,6 Milliarden Euro beziffert. Hinzu kommen Aus- und Fortbildungskosten sowie Pensionslasten.

## Akzeptanz bei Politikern
Eine repräsentative Befragung der Universität Jena aus dem Jahr 2010 unter den Landes-, Bundes- und Europaparlamentariern kommt zu dem Ergebnis, dass eine Mehrheit der Abgeordneten außerhalb von CDU/CSU sich gegen Religionsunterricht als bundesweites Pflichtfach ausspricht; im Ergebnis wurde formuliert, dass vor allem die Stärke von CDU/CSU für die Erhaltung des Religionsunterrichts verantwortlich sei. Für eine Abschaffung des Religionsunterrichtes, die man aus diesen Ergebnissen (die auch als bloßes Befürworten der „Bremer Klausel“ gelesen werden können) herleiten könnte, müsste jedoch Artikel 7 Absatz 3 Grundgesetz geändert werden.

## Ethikunterricht
Der Ethikunterricht wurde Mitte der 1970er als Ersatzfach für den Religionsunterricht konzipiert. Mittlerweile hat er in einigen Bundesländern den Status eines Wahlpflichtfaches oder sogar eines Pflichtfaches.